# Gracilotillus semicyaneus
Gracilotillus semicyaneus is een keversoort uit de familie mierkevers (Cleridae). De wetenschappelijke naam van de soort is voor het eerst geldig gepubliceerd in 1933 door Pic.